# Scopa (Piemonte)
Scopa é uma comuna italiana da região do Piemonte, província de Vercelli, com cerca de 371 habitantes. Estende-se por uma área de 22 km², tendo uma densidade populacional de 17 hab/km². Faz fronteira com Balmuccia, Boccioleto, Guardabosone, Postua, Scopello, Vocca.

## Demografia
| Variação demográfica do município entre 1861 e 2011                               |
|                                                                                   |
| Fonte: Istituto Nazionale di Statistica (ISTAT) - Elaboração gráfica da Wikipedia |